# Sól himalajska

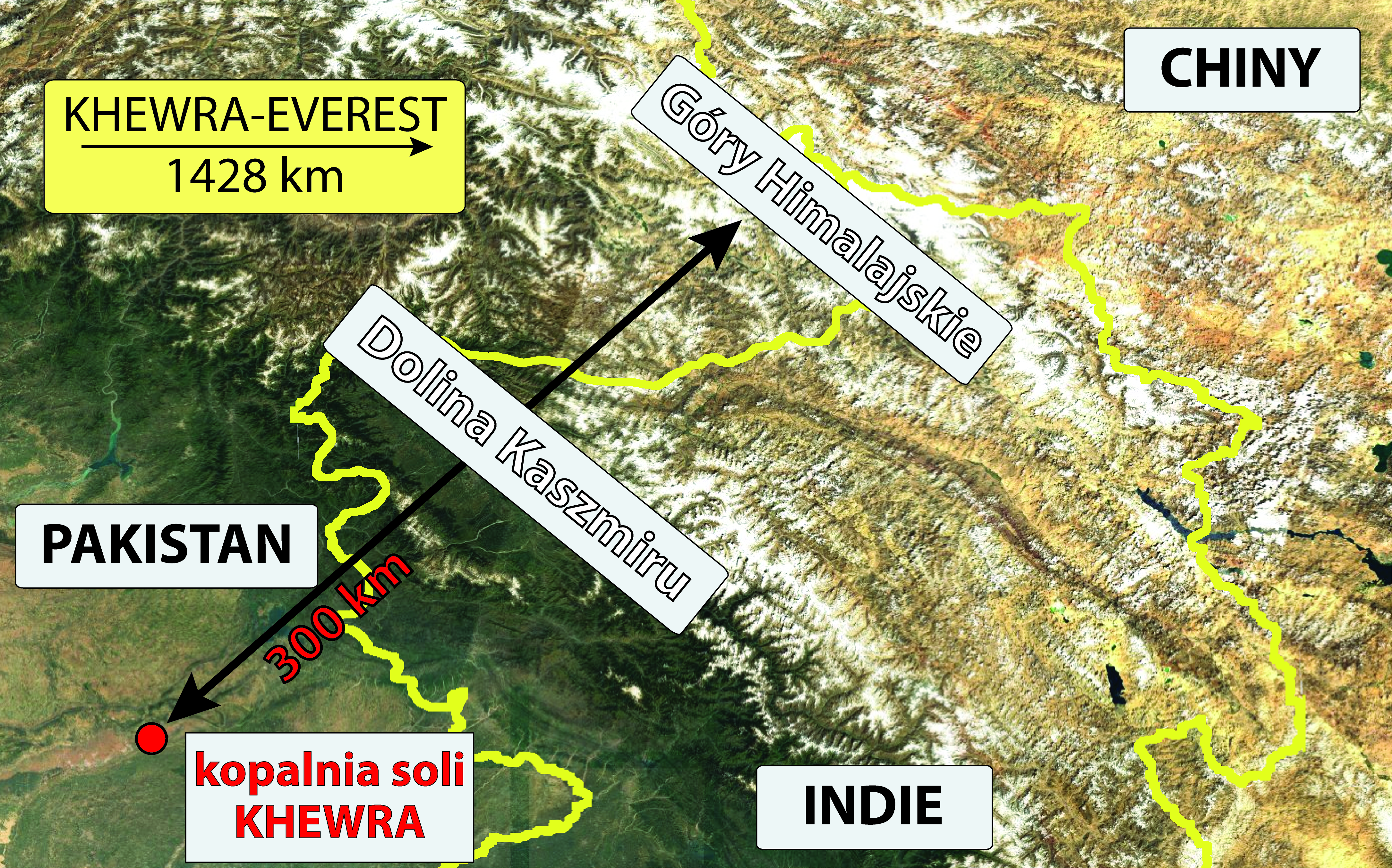
Położenie kopalni Khewra, w której wydobywa się sól himalajską, w stosunku do łańcucha Himalajów

Sól himalajska – sól kamienna o różowym zabarwieniu, pochodząca (wbrew nazwie) z pakistańskiego regionu Pendżab, oddalonego od Himalajów o kilkaset kilometrów. Skład chemiczny tej soli tylko nieznacznie różni się od składu zwykłej soli kuchennej (w obu przypadkach ok. 98% stanowi chlorek sodu), zaś zawartość soli mineralnych jest śladowa w porównaniu z zapotrzebowaniem organizmu. Metody wydobycia, zawartość i właściwości soli „himalajskiej” są bardzo zbliżone do polskich wyrobów, m.in. do soli cechsztyńskiej z Kłodawy.

## Powstanie

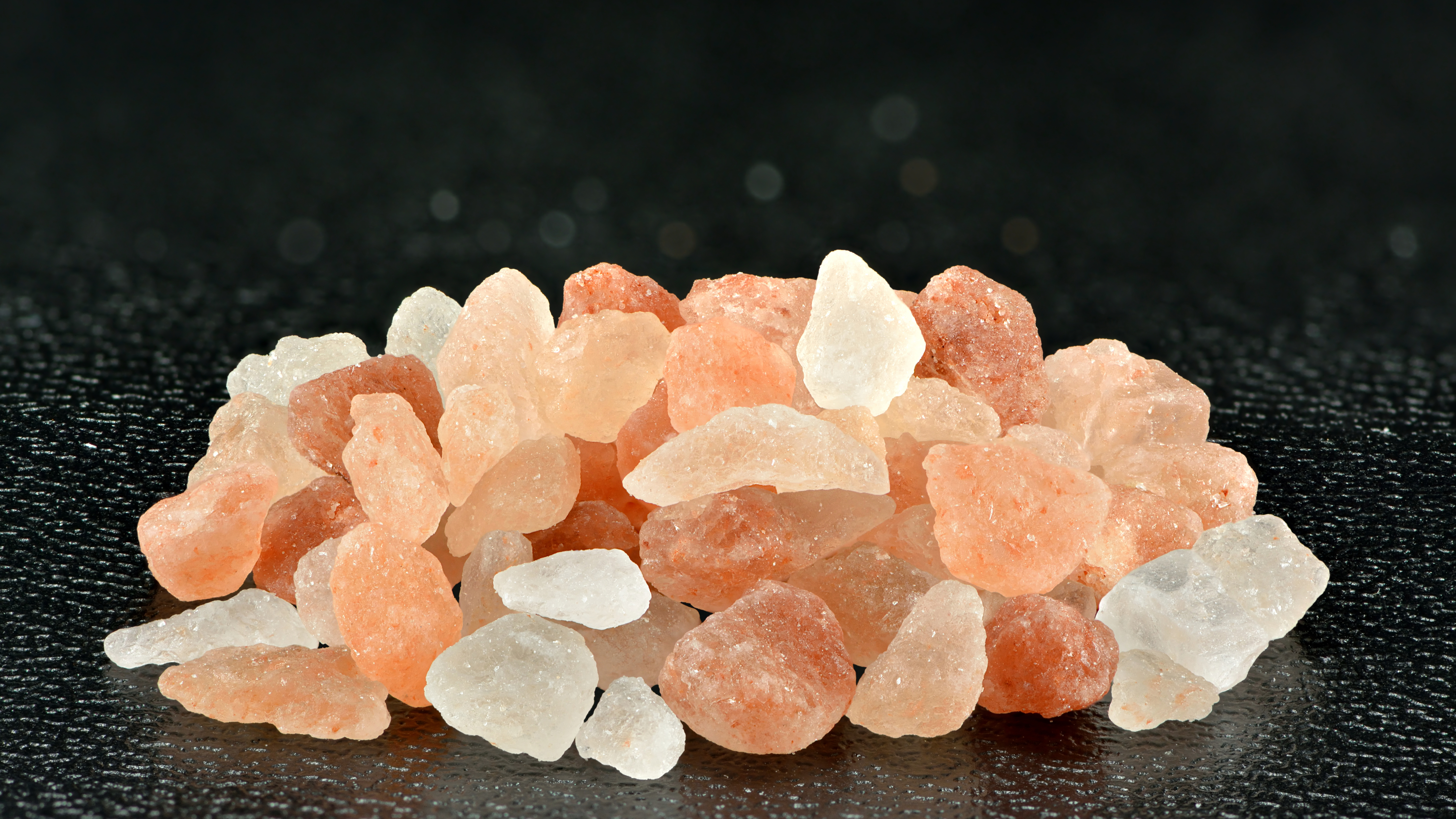
Sól himalajska

Około 570 milionów lat temu w edicarze i później we wczesnym kambrze w miejscu, gdzie obecnie znajdują się Himalaje, zachodziły warunki sprzyjające ewaporacji wody morskiej (wysychaniu), w wyniku czego pozostały ogromne złoża soli, które przemieściły się kilkaset metrów pod ziemię w wyniku ruchów tektonicznych pomiędzy płytami Indyjską i Euroazjatycką, tworząc współczesne pokłady soli kamiennej.
Powstałe wówczas Góry Słone (Salt Range), obecnie znajdujące się na terenie Pakistanu, to najmłodszy i najbardziej wysunięty na południe przedni fałd płaskowyżu Kohat-Potwar, który składa się z niskich wzgórz (najwyższy szczyt Sakesar osiąga prawie 1522 m n.p.m.) i dolin. Region ten tworzą w znacznej części złoża soli kamiennej osadzone w prekambryjskich jasnoczerwonych marglach o grubości około 1500 m. Stanowią one prawdopodobnie największe pokłady soli kamiennej na świecie. Bardzo ważną cechą formowania się Gór Słonych jest obecność cyklotemów ewaporatowych, czyli osadów powstałych w wyniku wytrącania się minerałów z roztworu wodnego podczas jego odparowania. Ma to związek z cyklicznymi epizodami transgresji morza. W ten sposób doszło do wytrącania się soli kamiennej, gipsu, anhydrytu, dolomitu, marglu, a niekiedy także łupków bitumicznych.
Góry Słone składają się z trzech części wyznaczonych przez bieg rzeki Indus: pasm zachodniego i wschodniego oraz centralnie położonej doliny. Rozciągają się na długości około 300 km i szerokości od 10 do 30 km.

## Historia
Według legendy pokłady soli w pobliżu Khewra zostały odkryte około roku 326 p.n.e., kiedy wojska prowadzone przez Aleksandra Macedońskiego zatrzymały się i spostrzegły konie liżące słone skały. Prawdopodobnie od tamtej pory wydobywa się tam sól, jednakże pierwsze zachowane przekazy na ten temat pochodzą dopiero z XIII wieku n.e., gdy rejony te zamieszkiwał lud Janjua.

## Wydobycie

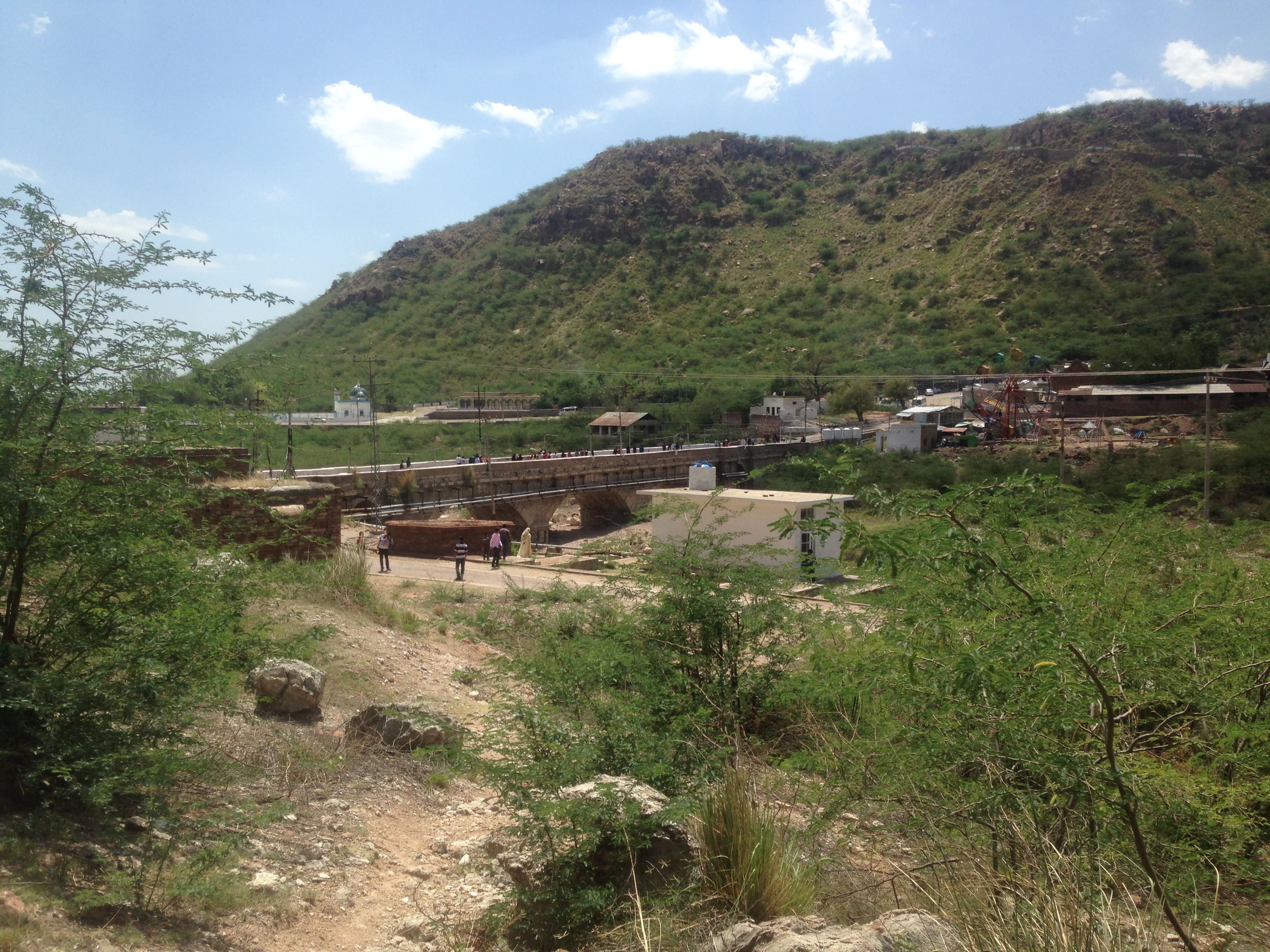
Wejście do kopalni soli Khewra, gdzie wydobywa się sól „himalajską” (288 m n.p.m.)

Obecnie sól „himalajska” wydobywana jest głównie w kopalni soli Khewra w prowincji Pendżab, znajdującej się około 310 km od Himalajów, 260 km od pakistańskiego miasta Lahaur i 298 km od indyjskiego miasta Amritsaru i położona jest na wysokości około 288 m n.p.m. Jest to zarówno jedna z najstarszych funkcjonujących kopalni w Pakistanie, jak i druga pod względem wielkości wydobycia kopalnia soli na świecie, na przykład w 2015 roku wyprodukowano tam ponad 420 tys. ton soli.
Zgodnie z informacjami rządowego przedsiębiorstwa zarządzającego Khewra Mine, złoża soli są tam wydobywane tradycyjnymi metodami z wykorzystaniem technik z 1827 roku. Model wykopu, czyli tzw. „Room and Pillar” („pokój i kolumna”), to system, w którym pozyskiwany surowiec jest wydobywany w płaszczyźnie poziomej tylko częściowo, pozostawiając naturalne układy pomieszczeń i słupów zapewniających stabilną strukturę kopalni. Badania pokazują, że zastosowanie tej techniki pozwala na utrzymanie wysokich standardów bezpieczeństwa.
Tylko niewielka część soli wydobywanej w Khewra jest przeznaczona do celów spożywczych. Nawet wówczas nie podlega ona oczyszczaniu lub rafinowaniu, choć to nie musi być regułą dla wszystkich dostępnych na rynku produktów.

## Właściwości chemiczne i fizyczne
Większa część składu (97%) soli z kopalni Khewra stanowi chlorek sodu (NaCl) (Tabela 1), co zbliża ją pod względem chemicznym do soli kuchennej. Warto zwrócić jednak uwagę, że w odróżnieniu od niej, sól „himalajska” zawiera śladowe ilości innych pierwiastków – ponieważ na ogół nie jest ani oczyszczana, ani rafinowana. Między innymi z tego powodu niektóre sole wydobywane w Pakistanie nie są gotowe do stosowania w żywności lub w przemyśle.
| Składnik     | Zawartość procentowa (%) | Zawartość w jednej porcji (5 g soli himalajskiej) | Spożycie referencyjne (RWS) | % RWS w jednej porcji |
| ------------ | ------------------------ | ------------------------------------------------- | --------------------------- | --------------------- |
| Sód          | 38%                      | 1,9 g                                             | 2,4 g                       | 80%                   |
| Chlorek sodu | 97%                      | 4,9 g                                             | 6 g                         | 80%                   |

Uwaga: w przypadku soli kuchennej (chlorek sodu) i sodu RWS wynoszące odpowiednio 6 g i 2,4 g oznaczają maksymalne dzienne dawki niepowodujące negatywnych skutków zdrowotnych, czyli już ich nieznaczne przekroczenie jest związane z negatywnymi skutkami.

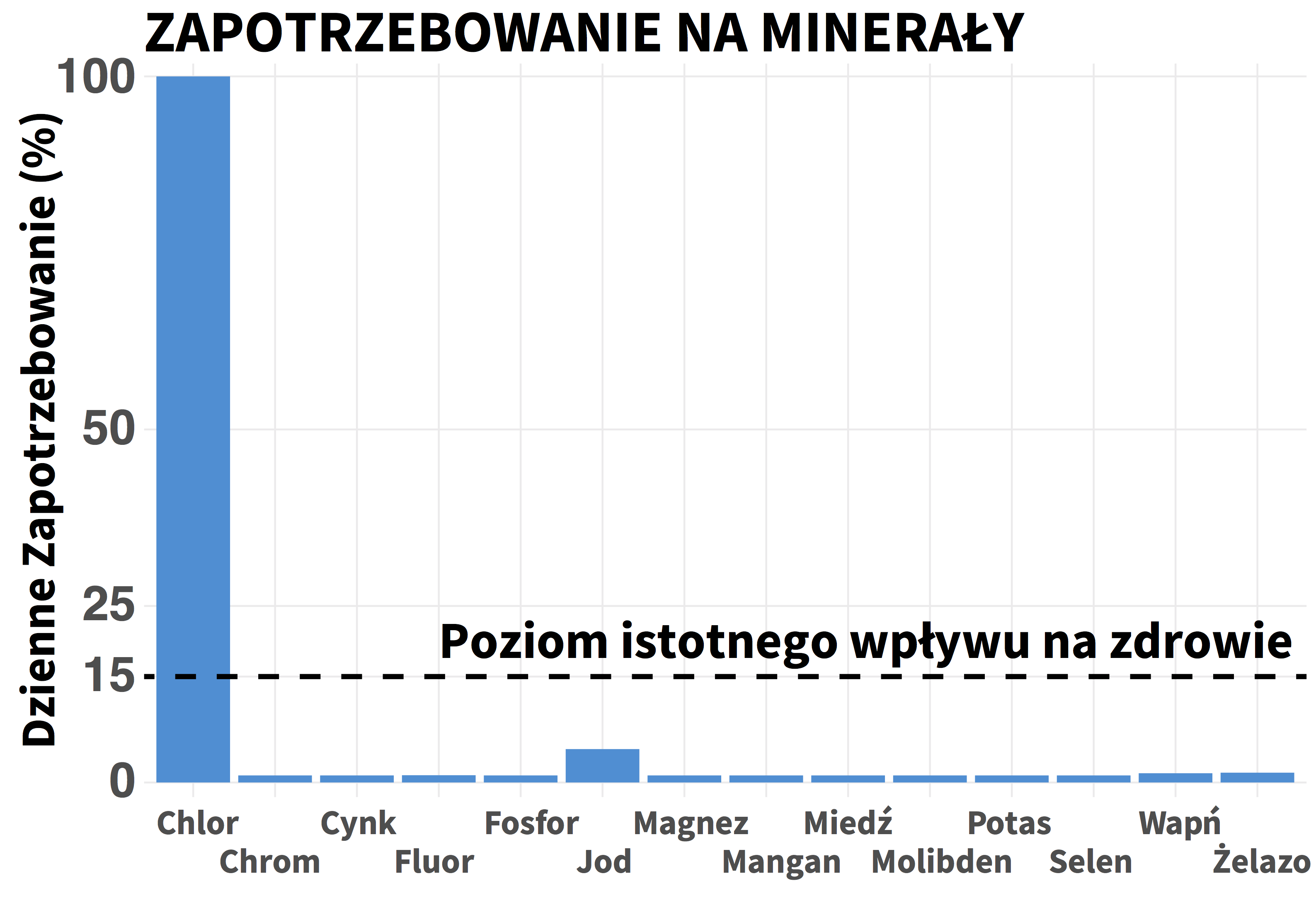
Zawartość istotnych dla zdrowia minerałów w jednej łyżeczce (5 g) soli „himalajskiej” względem ich wymaganego dziennego zapotrzebowania (RWS).

W oparciu o szereg analiz chemicznych dokonano oceny zawartości poszczególnych pierwiastków w próbkach soli „himalajskiej” i przedstawiono je w publikacji, choć podobne analizy można znaleźć również w innych źródłach. Poza sodem i chlorem przeważająca część pozostałych pierwiastków występuje w ilościach śladowych, co sprawia, że albo nie mają one istotnego wpływu na aspekty zdrowotne (w przypadku magnezu, potasu czy wapnia) albo nie stanowią zagrożenia (w przypadku talu, kadmu czy ołowiu). Zgodnie z badaniami Austriackiego Stowarzyszenia Dietetyków, aby zapewnić dostateczną podaż takich minerałów jak wapń, magnez czy żelazo, należałoby spożywać co najmniej kilkadziesiąt łyżeczek soli „himalajskiej” dziennie (ponad 200 g).
| Pierwiastek | Zawartość procentowa (%) | Zawartość w jednej porcji (5 g soli himalajskiej) | Referencyjna wartość spożycia (RWS) | % RWS w jednej porcji |
| ----------- | ------------------------ | ------------------------------------------------- | ----------------------------------- | --------------------- |
| Chlor       | 59,09%                   | 2955 mg                                           | 800 mg                              | 369%                  |
| Chrom       | <0,0001%                 | 0,00025 mg                                        | 0,04 mg                             | <1%                   |
| Cynk        | <0,0001%                 | 0,001 mg                                          | 10 mg                               | <1%                   |
| Fluor       | 0,0007%                  | 0,036 mg                                          | 3,5 mg                              | 1,03%                 |
| Fosfor      | <0,0001%                 | 0,001 mg                                          | 700 mg                              | <1%                   |
| Jod         | 0,0001%                  | 0,0071 mg                                         | 0,15 mg                             | 4,73%                 |
| Magnez      | 0,0160%                  | 0,800 mg                                          | 375 mg                              | <1%                   |
| Mangan      | <0,0001%                 | 0,001 mg                                          | 2 mg                                | <1%                   |
| Miedź       | <0,0001%                 | 0,001 mg                                          | 1 mg                                | <1%                   |
| Molibden    | <0,0001%                 | 0,00005 mg                                        | 0,05 mg                             | <1%                   |
| Potas       | 0,1000%                  | 5,000 mg                                          | 2000 mg                             | <1%                   |
| Selen       | <0,0001%                 | 0,00025 mg                                        | 0,055 mg                            | <1%                   |
| Wapń        | 0,2100%                  | 10,50 mg                                          | 800 mg                              | 1,31%                 |
| Żelazo      | 0,0039%                  | 0,195 mg                                          | 14 mg                               | 1,39%                 |

Występujące w soli „himalajskiej” minerały można podzielić na trzy grupy: tzw. składniki niezbędne dla organizmu (Tabela 2), składniki o działaniu neutralnym oraz składniki szkodliwe lub toksyczne (Tabela 3). W Tabeli 2 umieszczone są istotne składniki odżywcze, które zgodnie z rekomendacjami WHO powinny być regularnie spożywane. Podobne rozporządzenia wydała także Unia Europejska oraz Polska, wprowadzając referencyjne wartości spożycia dziennego (RWS). Tabela 3 zawiera zestawienie substancji uznawanych za szkodliwe, między innymi przez amerykańską Agencję Żywności i Leków, dla których obowiązują dzienne bezpieczne limity spożycia. Pozostałe elementy wchodzące w skład soli „himalajskiej” traktowane są jako neutralne, ponieważ ich funkcje fizjologiczne pozostają nieznane przy zwykłym dawkowaniu. Są to m.in. lit, beryl, bor, krzem, tytan i inne.
| Pierwiastek                                          | Stężenie (w ppm) | Bezpieczne stężenie (w ppm) |
| ---------------------------------------------------- | ---------------- | --------------------------- |
| Glin                                                 | 0,661            | 1000                        |
| Kadm                                                 | <0,01            | 0,5                         |
| Ołów                                                 | 0,1              | 1                           |
| Tal                                                  | 0,06             | 0,25-0,5                    |
| Cyna                                                 | <0,01            | 0                           |
| Rtęć                                                 | <0,03            | 0,1                         |
| Inne radioaktywne (uran, neptun, pluton, polon, rad) | <0,001           |                             |

Zgodnie z polskim prawem zawartość wszystkich pierwiastków w składzie jest ustalana w odniesieniu do sugerowanej dziennej porcji danego produktu. W przypadku soli odniesienie stanowi jedna łyżeczka (5 g). A zatem sól „himalajska” nie może być uznawana za istotne źródło cennych dla zdrowia substancji, gdyż ich zawartość nie przekracza 15% RWS. Z tego powodu, zgodnie z regulacjami dot. oznakowania produktów spożywczych, producenci nie mogą stosować oświadczeń zdrowotnych związanych z minerałami z Tabeli 2 – ich zawartość jest zbyt mała. Ponadto, w przypadku sodu, dawka 2,4 g/dzień uznawana jest za maksymalną dawkę bezpieczną dla zdrowia. To samo dotyczy pierwiastków szkodliwych, choć należy pamiętać, że zawartość żadnego z nich nie przekracza dopuszczalnych prawnie wartości.
Kryształy soli z kopalni Khewra mogą być przezroczyste lub przyjmować różne barwy – od białego, przez różowy i czerwony, aż do buraczkowo-czerwonego. Różnice wynikają przede wszystkim z zawartości dodatkowych pierwiastków. Najpopularniejszy kolor – różowy – powstaje w wyniku obecności tlenku żelaza. Należy jednak zwrócić uwagę, że bardzo istotną rolę w percepcji wzrokowej odgrywa wielkość kryształków soli. Np. drobnoziarnista sól o zabarwieniu różowym będzie nieodróżnialna od zwykłej soli kuchennej.
Sól cechsztyńska, która występuje również w Polsce, ma bardzo zbliżone właściwości chemiczne i fizyczne do soli „himalajskiej” (m.in. spotyka się także różową barwę). Jest to wynik podobnych okoliczności historycznych wpływających na ukształtowanie się surowców. 

Kryształy soli himalajskiej
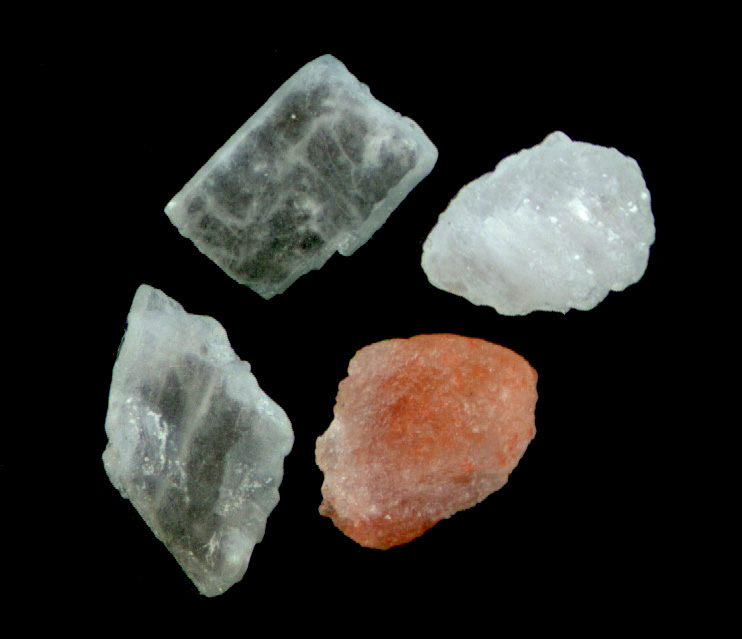
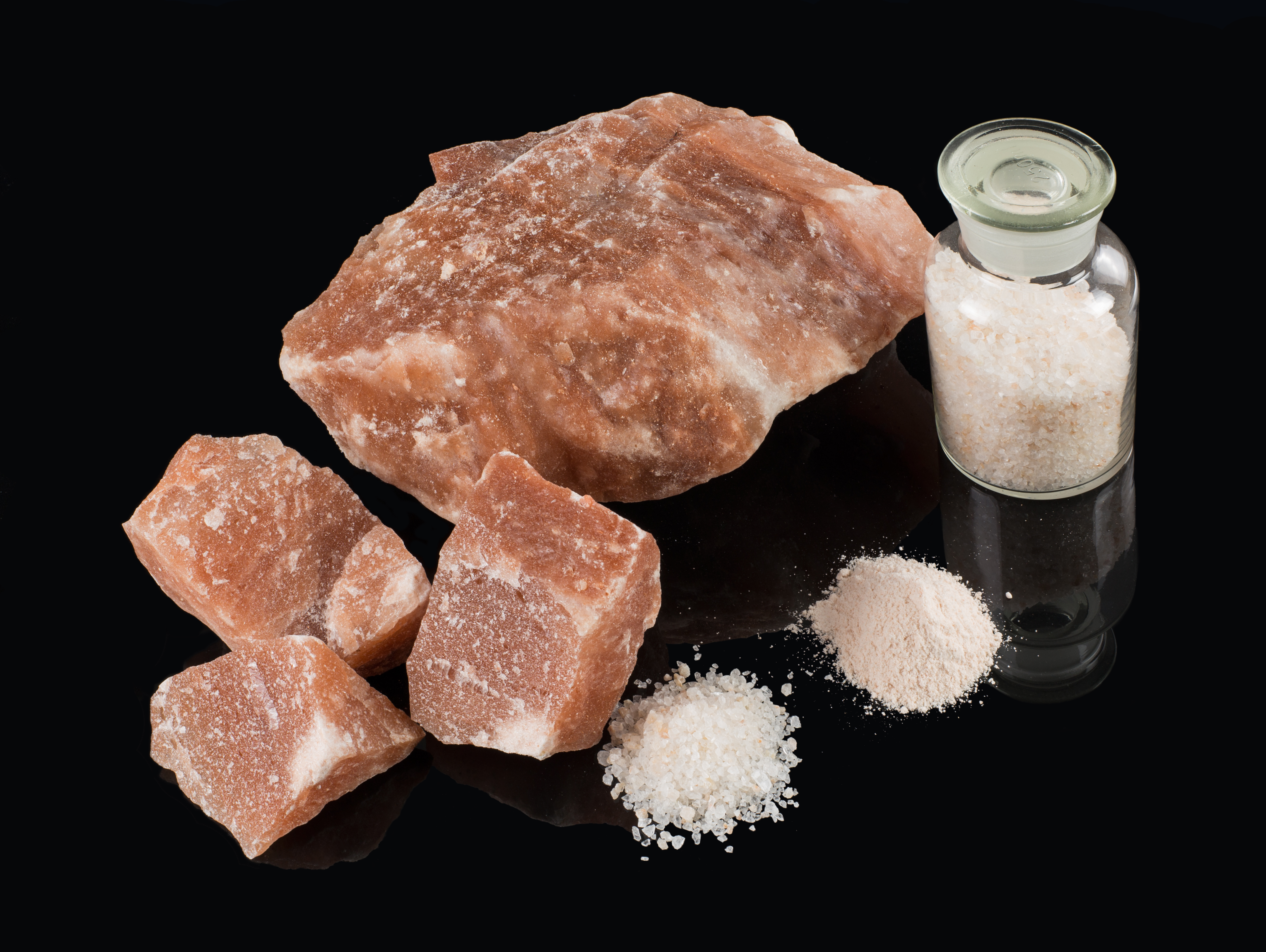

## Zastosowanie

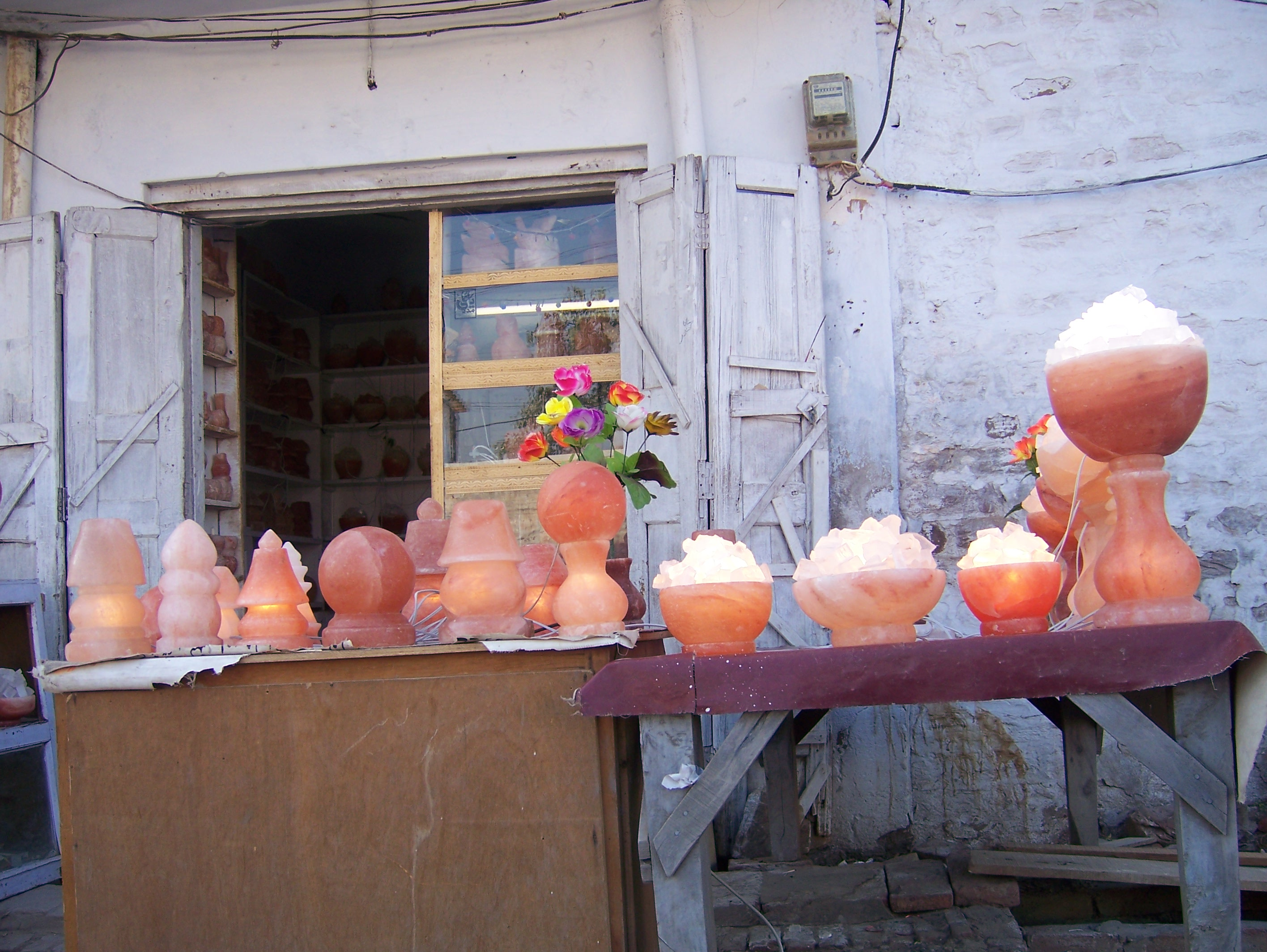
Lampy solne

Sól „himalajska” jest powszechnie stosowana jako zamiennik soli kuchennej i soli morskiej. Uważa się, że smak tej soli jest bardziej intensywny w porównaniu ze smakiem soli kuchennej. Warto jednak pamiętać, że opinia ta może zależeć od wielkości spożywanych kryształów. Sól „himalajska” występuje w różnych stopniach granulowania, a wielkość ziaren mieści się w zakresie 0,2–6 mm. Używana jest też przez wielu szefów kuchni do dekoracji dań z powodu jej atrakcyjnej barwy.
Lampy solne wytwarzane są z dużych kryształów soli, które pochodzą z tych samych złóż, co sole spożywcze. Zwykle mają barwę pomarańczową lub różową, ale czasami spotyka się odcienie od białego do ciemnobrązowego. Lampy oświetlane są od wewnątrz żarówką lub świecą, zapewniając delikatne, kojące światło. Można znaleźć również informacje o pozytywnym wpływie lamp solnych na zdrowie, nie ma jednak naukowych dowodów na potwierdzenie tej tezy.

## Efekty zdrowotne
Sól „himalajska” w większości (97%) składa się z chlorku sodu i z tego powodu związane są z nią wszystkie niekorzystane efekty działania sodu, przede wszystkim jego negatywny wpływ na ciśnienie krwi.
Nie opublikowano dotąd żadnych badań naukowych, które poświadczałyby pozytywny lub negatywny wpływ na zdrowie stosowania soli himalajskiej zamiast kuchennej. Żadne badania nie rozstrzygają także kwestii wpływu stosowania lamp solnych na poprawę samopoczucia. Pewne zastrzeżenia może budzić fakt, że dostępna w sprzedaży sól określana jako „himalajska” nie jest wzbogacona o jod – głównie ze względu na chęć zachowania jej w naturalnym stanie (takim, jak po wydobyciu). Warto pamiętać, że dzięki jodowaniu soli kuchennej udało się prawie całkowicie wyeliminować problem niedoboru jodu wśród polskiego społeczeństwa. Zastępowanie jodowanej soli kuchennej przez niejodowaną sól „himalajską” może zatem prowadzić do nawrotu chorób związanych ze zbyt małym spożyciem tego pierwiastka: wola, zespołu niedoboru jodu, czy specyficznych wad płodu.

## Kontrowersje
Stosowanie soli „himalajskiej” budzi wiele kontrowersji i sprzecznych opinii.
- Kontrowersyjne jest przede wszystkim określanie soli pochodzącej z kopalni Khewra i pobliskich mianem „soli himalajskiej”, gdyż w praktyce są to tereny Pakistanu oddalone od Himalajów o kilkaset kilometrów. W sądzie niemieckim zapadł wyrok zakazujący stosowania nazwy „sól himalajska” z uwagi na niepoprawne określenie geograficzne[46].
- W wielu miejscach powtarza się m.in. stwierdzenie, że „sól himalajska zawiera 84 pierwiastki”[47]. Oparta jest ona najczęściej na wynikach formalnych analiz chemicznych pochodzących z „Certificate of the Analysis of Himalayan Crystal Mineral Rock Salt”[48]. Mimo że w publikacji przedstawiono wyniki dla tylu właśnie pierwiastków, należy zauważyć, że dla ponad połowy z nich (45) stwierdzono zawartość na poziomie mniejszym niż 0,01 ppm – czyli mniej, niż 1 na 100 000 000, co zwykle świadczy o tym, że metoda pomiarowa nie była w stanie w dokładny sposób określić obecności konkretnego pierwiastka. Tylko kilkanaście rodzajów pierwiastków wykryto na poziomie przekraczającym 1 ppm. Wśród nich są powszechnie uznawane za szkodliwe: kadm, tal, ołów[24] oraz rtęć, czy radioaktywny uran. Tymczasem, w przypadku pierwiastków, które traktowane są jako niezbędne dla zdrowia (essential nutrients), zawartość żadnego z nich nie osiąga poziomu, który zgodnie z polskim prawem pozwalałyby na sformułowanie oświadczeń zdrowotnych[49].
- Możliwe do odnalezienia wielorakie deklaracje[50][51] dotyczące korzyści zdrowotnych spożywania soli himalajskiej nie mają umocowania w wynikach analiz chemicznych[52]. Po pierwsze, zawartość żadnego z istotnych dla funkcjonowania ludzkiego organizmu minerałów nie jest wystarczająca, by rekomendowane dzienne spożycie soli himalajskiej mogło mieć realny wpływ na zaspokojenie potrzeb żywieniowych człowieka. Po drugie, nie istnieją żadne badania naukowe, które potwierdzałyby którykolwiek z tych postulatów bezpośrednio dla soli himalajskiej[42].
- Sól „himalajska” jest pochodzenia naturalnego, gdyż wydobywa się ją przy użyciu tradycyjnych metod – bez zastosowania urządzeń mechanicznych oraz procesów chemicznych. Co więcej, zwykle nie dodaje się do niej dodatkowych substancji chemicznych, np. antyzbrylaczy.
- Sól „himalajska” nie jest jodowana. Zgodnie z analizami chemicznymi w[18], sól z kopalni Khewra w stanie naturalnym zawiera nie więcej niż 0,1 g jodu na 1 kg soli – dokładna wartość nie jest jednak znana ze względu na niedokładność wykorzystanej metody pomiaru. Inne analizy soli „himalajskiej”[53] mówią o 1,42 ppm, co oznacza zawartość około 1,42 mg jodu w 1 kg soli. Biorąc pod uwagę, że polskie prawo wymaga, by każda sól spożywcza zawierała co najmniej 2,3 mg jodu/100 g soli[54], naturalna sól „himalajska”, bez wzbogacenia o jod, nie może być sprzedawana w Polsce legalnie. Co jednak istotniejsze, zastępowanie jodowanej soli kuchennej solą „himalajską” może spowodować powrót schorzeń związanych z niedoborem jodu[44].